# Thumbelina (Lied)
Thumbelina ist ein Lied aus dem Soundtrack des Films Hans Christian Andersen und die Tänzerin aus dem Jahr 1952. Komponiert und getextet wurde der Song von Frank Loesser. Gesungen wird er im Film von Danny Kaye. Kaye richtet seine Worte an Thumbelina, übersetzt „Däumelinchen“: Auch wenn du nicht größer als mein Daumen bist, süßes Däumelinchen, nicht betrübt sein, es macht keinen Unterschied, ob man sehr klein oder groß ist, wenn das Herz angefüllt ist mit Liebe… Thumbelina war die B-Seite des sehr erfolgreiches Liedes I Saw Mommy Kissing Santa Claus.
Danny Kaye belegte ab Februar des Jahres 1952 für 17 Wochen Platz 3 der amerikanischen Albumcharts mit seinem Album „Hans Christian Andersen“, auf dem der Song enthalten war. Frank Loesser nutzte für seine musikalische Bearbeitung das literarische Werk des vor allem durch seine Märchen bekannt gewordenen dänischen Schriftstellers Hans Christian Andersen. Däumelinchen, im dänischen Original Tommelise, ist ein Kunstmärchen Andersens, das 1835 erstmals veröffentlicht wurde.
Thumbelina wurde 1953 von Dean Martin gecovert. Der Sänger trug das Lied auch im April 1953 in einer Folge der „Dean Martin & Jerry Lewis Radio-Show“ vor.

## Oscarnominierung
Frank Loesser war 1953 mit dem Lied für einen Oscar in der Kategorie „Bester Song“ nominiert, konnte sich jedoch nicht gegen Dimitri Tiomkin und Ned Washington und ihren Song High Noon (Do Not Forsake Me) aus dem Western Zwölf Uhr mittags durchsetzen.